# Серия Бальмера
Се́рия Ба́льмера — одна из спектральных серий атома водорода, наблюдающаяся для переходов между вторым энергетическим (первым возбуждённым) уровнем атома и вышележащими уровнями. В отличие от ультрафиолетовой серии Лаймана, связанной с переходами на основной уровень, четыре первые линии серии Бальмера лежат в видимой области спектра.
Названа в честь швейцарского математика Иоганна Бальмера, описавшего в 1885 году эту серию формулой (см. ниже Формула Бальмера).

## Образование серии Бальмера

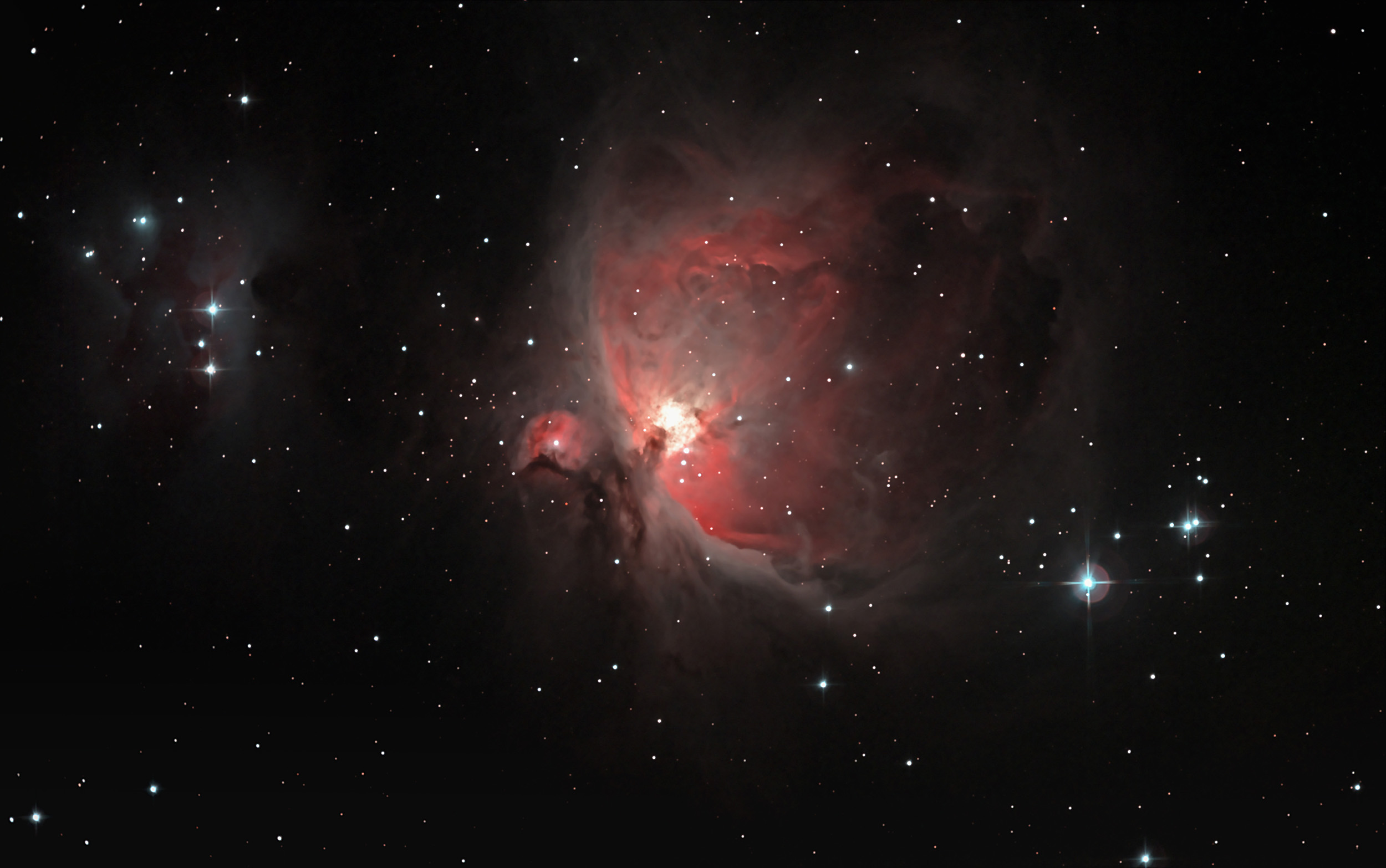
Своим красным цветом эмиссионная Туманность Ориона обязана нейтральному атомарному водороду, излучающему в первой линии Бальмера H_{α} с длиной волны 656,3 нм.

Серия была обнаружена в спектре Солнца. Благодаря распространённости водорода во Вселенной, серия Бальмера наблюдается в спектрах большинства космических объектов.
Данная серия образуется при переходах электронов с возбужденных энергетических уровней с главным квантовым числом n>2 на второй уровень (n=2) в спектре излучения и со второго уровня на все вышележащие уровни при поглощении.
Переход с третьего энергетического уровня на второй обозначается греческой буквой α, с 4-го на 2-й — β и т. д. Для обозначения самой серии используется латинская буква H. Таким образом, полное обозначение спектральной линии, возникающей при переходе электрона с третьего уровня на второй — Hα (произносится Бальмер-альфа).

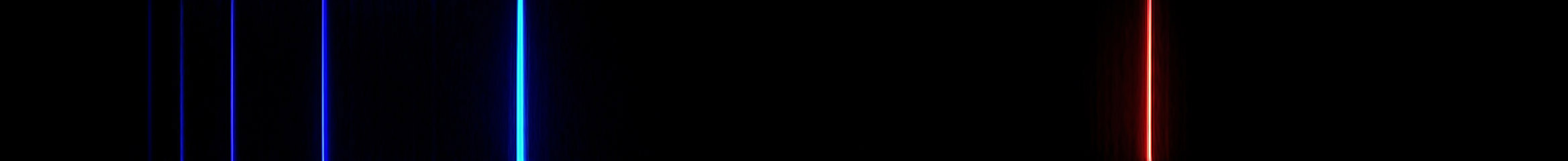
Видимые линии излучения водорода в серии Бальмера. H_{α} — красная линия справа, имеющая длину волны 656,3 нм.
Две самые левые линии — H_{ε} и H_{ζ}, лежат уже в ультрафиолетовой области спектра и имеют длины волн 397,0 нм и 388,9 нм, соответственно.

## Формула Бальмера

Схема энергетических уровней атома водорода и спектральные серии

Для описания длин волн λ четырёх видимых линий спектра водорода И. Бальмер предложил формулу:
{\displaystyle \lambda =b{\frac {n^{2}}{n^{2}-2^{2}}},}
где n = 3, 4, 5, 6;
b = 3645,6 Å.
В настоящее время для серии Бальмера используют частный случай формулы Ридберга:
{\displaystyle {\frac {1}{\lambda }}=R\left({\frac {1}{2^{2}}}-{\frac {1}{n^{2}}}\right),}
где λ — длина волны,
R ≈ 109737,3157 см−1 — постоянная Ридберга,
n — главное квантовое число исходного уровня — натуральное число, большее или равное 3.
Первые 4 линии серии находятся в видимом диапазоне, остальные — в ультрафиолетовом диапазоне:
| Обозначение     | Hα    | Hβ    | Hγ    | Hδ    | Hε    | Hζ    | Hη    | Граница серии |
| n               | 3     | 4     | 5     | 6     | 7     | 8     | 9     | ∞             |
| Длина волны, нм | 656,3 | 486,1 | 434,1 | 410,2 | 397,0 | 388,9 | 383,5 | 364,6         |

Граница серии соответствует захвату протоном свободного электрона с нулевой начальной энергией на второй (то есть первый возбуждённый) уровень. За границей в сторону более коротких длин волн простирается бальмеровский континуум — непрерывная (не линейчатая) часть спектра, соответствующая захватам протоном свободного электрона с произвольной положительной начальной энергией на второй уровень атома водорода.
Кроме серии Бальмера, существуют серии линий излучения, лежащие целиком (за исключением континуума серии) в инфракрасной области спектра (серии Пашена, Брэкета, Пфунда и т. д., соответствующие переходам на 3-й, 4-й, 5-й… энергетические уровни), а также лежащая целиком в ультрафиолетовой области серия Лаймана, соответствующая переходам на основной уровень атома водорода.

## История создания формулы Бальмера и её значение
Иоганн Бальмер не был спектрографистом. Его заслуга состоит в том, что он описал известный к тому времени спектр атомов водорода простой формулой:
{\displaystyle {\lambda }=b{\frac {n^{2}}{n^{2}-2^{2}}},}
где n = 3, 4, 5, 6; b = 3645,6 Å (известна как постоянная Бальмера).
Будучи убеждённым последователем пифагорейцев, Бальмер считал, что тайну единства всех наблюдаемых явлений следует искать в различных комбинациях целых чисел. Существует версия, согласно которой Бальмер однажды похвастался, что может найти формулу для последовательности любых четырёх чисел, и его друг Эдуард Хагенбах-Бишофф на спор дал ему длины всех четырёх известных на тот момент (видимых в оптическом диапазоне) линий водородного спектра. Бальмер не только описал длины волн четырёх известных линий водорода, но и предсказал существование пятой линии (при n=7) с длиной волны 397 нм, в ближней ультрафиолетовой области, которую наблюдал Ангстрем, и более дальних линий ряда, которые были обнаружены Г.Фогелем и У. Хаггинсом в спектрах белых звёзд.
В 1886 году К. Рунге предложил использовать в формуле Бальмера вместо длины волны λ её частоту ν = c/λ:
{\displaystyle {\nu }={\frac {4c}{b}}\left({\frac {1}{k^{2}}}-{\frac {1}{n^{2}}}\right),}
где c — скорость света; k = 2; n = 3, 4, 5, 6; b = 3645,6 Å.
В 1890 году Й. Ридберг предложил записывать формулу в том виде, который она сохранила до сих пор:
{\displaystyle {\nu }=cR\left({\frac {1}{k^{2}}}-{\frac {1}{n^{2}}}\right).}
В 1908 году В. Ритц выразил частоту волны в виде разницы двух термов:

{\displaystyle {\nu }={\frac {cR}{k^{2}}}-{\frac {cR}{n^{2}}}=T_{k}-T_{n},}
предложив метод, впоследствии названный его именем.
Так предложенная Бальмером формула, описывающая четыре линии видимого спектра излучения водорода, получила развитие до принципов, позволяющих описать спектр любого химического элемента.
Безрезультатные попытки объяснить физический смысл формулы Бальмера продолжались почти 28 лет. В начале 1913 года Нильс Бор работал над тем, чтобы устранить противоречия между классическими законами физики и предложенной Резерфордом планетарной моделью атома. Спектроскопист Ханс Хансен (sv:Hans Marius Hansen) посоветовал Бору обратить внимание на спектральные формулы. Впоследствии Бор неоднократно говорил:

Как только я увидел формулу Бальмера, все немедленно прояснилось передо мной.
Целые числа в формуле оказались разрешёнными орбитами, а спектральные линии — следствием квантовых переходов электронов с одной орбиты на другую.